# 삼균주의
삼균주의(三均主義, 영어: Three Principles of the Equality, Triequism)는 조소앙(趙素昻)이 1918년부터 정립하여 내세운 공화주의, 내셔널리즘 정치노선이며, 대한민국 임시정부 헌법에 포함된 기초 이념이었다. 조소앙이 제창한 정치사회사상으로 중국 기독교 정치가 쑨원(孫文)의 삼민주의(三民主義)와 일본 유학시절 번역한 '천부인권론'의 기독교 '만민평등사상'에 영향을 받아 제창되었다. 삼균이란, 개인간·민족간·국가간 균등을 말하고, 정치적 균등·경제적 균등·교육적 균등을 의미하고 있다.
'협력적 독립 운동'이 아닌 '투쟁적 독립 운동'이 주가 되어야 함을 명시했다는 것이 삼균주의의 핵심 개념이며, 자본주의와 사회주의를 적절히 배합하되 평등에 보다 역점을 두었다. 그의 삼균주의 이념은 '정치의 균등(균정권)', '경제의 균등(균리권)', '교육의 균등(균학권)'으로 구성된다.
각 항목을 하나의 축으로 삼고 개인과 개인 사이의 평등, 민족과 민족 간의 평등, 국가와 국가 간의 평등을 다른 축으로 삼아 두가지 이상의 차원에서의 삼균(세가지 모두 균등)을 강조하였다. 또한 보통선거제로 정권을 가지런하게 하고, 국유제로 경제를 가지런하게 하며, 국비 의무교육으로 교육을 가지런하게 할 것을 내세운 것이다.
대한민국 임시정부는 조소앙의 삼균주의를 채택하였다.

## 같이 보기
- 기독교 민주주의
- 한국독립당